# Leeghvan
Leeghvan é um tipo de queijo produzido no Irão, pela Sharif Trading Co.
Possui quatro formatos diferentes,com um, quatro, dez ou dezessete quilos

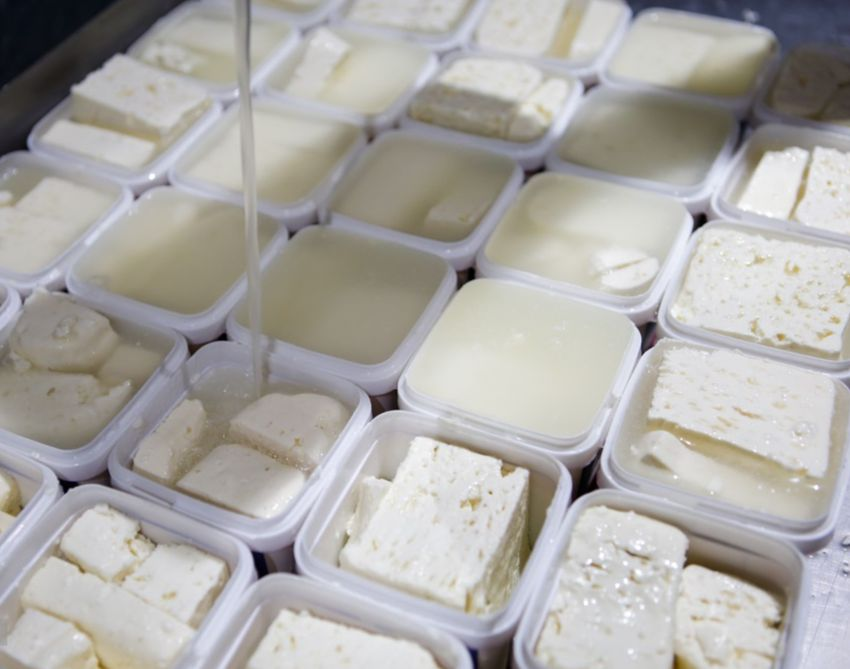
leeghvan